# Bogachiel State Park
Der Bogachiel State Park ist ein State Park im Clallam County im US-Bundesstaat Washington. Der Park liegt im Nordwesten der Olympic-Halbinsel neun Kilometer südlich von Forks am U.S. Highway 101.

## Geographie
Der 49 Hektar große Park liegt am Nordufer des Bogachiel River. Die Region erhält jährlich 3500–4000 mm Niederschlag, so dass der Park dicht mit einem Regenwald aus Hemlocktannen, Douglasien, Riesenlebensbäumen und Beerensträuchern bewachsen ist.

## Geschichte
Der Name Bogachiel ist der Sprache der Klallam entlehnt und bedeutet „Trübes Wasser“. Der Park wurde 1931 gegründet. Da der Staat Washington den Betrieb des Parks nicht finanzieren konnte, wurde er bis 1961 gemeinsam mit dem Bogachiel Commercial Club und der Forks Chamber of Commerce betrieben.

## Touristische Anlagen
Der Park verfügt über einen Campingplatz mit über 40 Stellplätzen, einem Gruppenzeltplatz und einem Picknickplatz. Zwei kurze Wege führen zum Flussufer. Im Fluss kann nach Lachsen oder Regenbogenforellen geangelt werden, auf dem Fluss kann mit Kanus oder Kajaks gefahren werden.